# Medalla y Placa al Mérito del Transporte Terrestre
La Medalla y Placa al Mérito del Transporte Terrestre son las dos modalidades que integran una condecoración civil española relacionada con este sector. Esta distinción se encuentra regulada por el Real Decreto 1425/1997, de 15 de septiembre, por el que se crean la Medalla y la Placa al Mérito del Transporte Terrestre, norma completada por la Orden del Ministerio de Fomento de 29 de septiembre de 1997.

## Descripción
La Medalla al Mérito del Transporte Terrestre tiene como finalidad premiar a las personas, de nacionalidad española o extranjera, que hayan destacado de forma relevante por sus actuaciones en el ámbito del transporte terrestre.
La Placa al Mérito del Transporte Terrestre recompensa las actividades desarrolladas por organismos, instituciones, entidades y empresas, de carácter público o privado, españolas o de otros países, que se hayan destacado por la realización continuada de actuaciones de especial significación o contribución al desarrollo y a la mejora del sector.
La Medalla al Mérito del Transporte Terrestre posee una forma circular, tiene una longitud de 40 milímetros con un diámetro, tres milímetros de grosor y está realizada en plata. En su anverso figura grabada la silueta del mapa de España y en torno a ella puede leerse la leyenda «AL MÉRITO DEL TRANSPORTE TERRESTRE» escrita en letras mayúsculas. En su reverso se muestra únicamente el escudo de España. La Medalla se sostiene por medio de una anilla unida a una cinta de seda de 46 milímetros de longitud a la vista, y de 36 milímetros de anchura, dividida verticalmente en tres franjas, iguales, de doce milímetros cada una. La situada en la izquierda será de color azul, la central blanca y la de la derecha de color amarillo. La cinta se sujeta mediante un pasador de plata, con la forma y dimensiones propias de estos distintivos.
La Placa al Mérito del Transporte Terrestre es de forma rectangular, mide 20 por 15 centímetros de lado, está realizada en plata, y va colocada sobre un rectángulo de madera noble que sobresale tres centímetros a cada lado de la placa. En el ángulo superior izquierdo de la placa se encuentra grabado el escudo de España, y en el superior derecho el mapa de España. En el centro de los elementos descritos puede leerse la expresiónn «REINO DE ESPAÑA», escrita en mayúsculas, y debajo de todo el conjunto anterior se encuentra la leyenda «AL MÉRITO DEL TRANSPORTE TERRESTRE», también en mayúsculas. Debajo de la citada leyenda va escrito el nombre del organismo, institución, entidad o empresa objeto de la distinción y la fecha de la concesión. En la parte inferior derecha se incorporará la firma y rúbrica del ministro de Fomento.

## Desposesión de distinciones
El agraciado con cualesquiera de las categorías que haya sido sentenciado por la comisión de un delito doloso o pública y notoriamente haya incurrido en actos contrario a las razones determinantes de la concesión de la distinción podrá, en virtud de expediente iniciado de oficio o por denuncia motivada, y con intervención del Fiscal de la Real Orden, ser desposeído del título correspondiente a la distinción concedida, decisión que corresponde a quien la otorgó.